# 33 несчастья
«33 несчастья» — серия детских книг писателя Дэниела Хэндлера, пишущего под псевдонимом Лемони Сникет (англ. Lemony Snicket). Она повествует о трёх детях — Вайолет, Клаусе и Солнышке Бодлер — родители которых погибли в пожаре. Сироты переходят от одного опекуна к другому, но повсюду их преследуют разнообразные невзгоды и несчастья.

## Книги серии

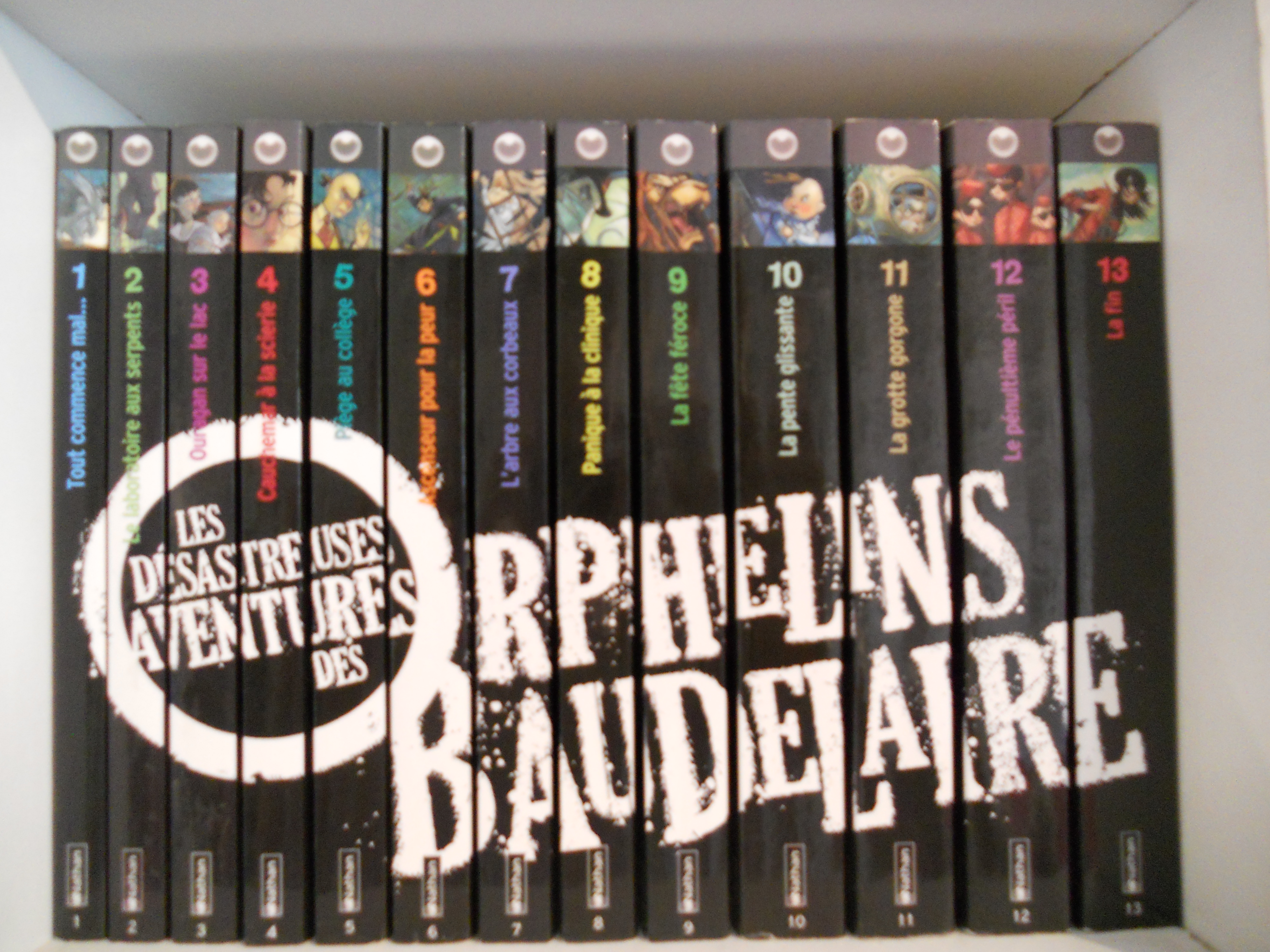
Французское издание

1. Скверное начало. Сироты Бодлер оказываются под опекунством зловещего Графа Олафа.
2. Змеиный зал. Опекуном Бодлеров становится учёный Монтгомери Монгомери, изучающий змей.
3. Огромное окно. Вайолет, Клаус и Солнышко попадают в дом тёти Жозефины, которая боится всего на свете.
4. Зловещая лесопилка. Сироты начинают работать на лесопилке «Счастливые запахи».
5. Изуверский интернат. Бодлеры попадают в Пруфрокскую Подготовительную школу-интернат, где знакомятся с тройняшками Квегмайрами.
6. Липовый лифт. Новые опекуны Бодлеров — супруги Скволоры, увлекающиеся всем модным.
7. Гадкий городишко. Опекуном Бодлеров становится целый Город Почитателей Ворон (Г. П. В.).
8. Кошмарная клиника. Бодлеры, спасаясь от преследований, присоединяются к Группе Поющих Волонтёров (Г. П. В.).
9. Кровожадный карнавал. Преследуя Графа Олафа, дети оказываются на Карнавале Калигари, где становятся карнавальными уродами.
10. Скользкий склон. Граф Олаф прячет Солнышко на вершине Коварной Горы, а Вайолет и Клаус отбиваются от снежных комаров, находят Снежных Скаутов и нового друга — Куигли Квегмайра.
11. Угрюмый грот. Вайолет, Клаус и Солнышко оказываются на субмарине «Квиквег» и узнают про тайну сахарницы.
12. Предпоследняя передряга. Бодлеры предстают перед Верховным Судом по обвинению в убийстве.
13. Конец! История Бодлеров подходит к концу. Но, как и в предыдущих книгах серии, ответы на одни вопросы влекут за собой новые вопросы, и точку в истории Бодлеров поставить нельзя.

## Другие произведения
- Письма Беатрис
- Лемони Сникет: Несанкционированная автобиография
- 13 фактов, которых ты никогда не знал о Лемони Сникете

## Персонажи

### Главные
Вайолет Бодлер — старшая из сирот Бодлеров. Увлекается изобретениями. Из случайного набора материалов ей иногда удаётся создать какое-то изобретение, которое выручает детей в беде — альпинистскую кошку, хитроумный узел, изменитель голоса, сигнал бедствия, отмычку. Прозвище — Эдисон. Правша. Когда она думает, то всегда подвязывает лентой свои волосы, чтобы те не лезли в глаза. Любимая певица — Има Сумак. В 10-й книге встречает Куигли Квегмайра, в которого влюбляется.
Клаус Бодлер — средний по возрасту. Прочитал почти все книги семейной библиотеки и имеет незаурядный словарный запас. Плохо видит и носит очки. Для него нет большего наслаждения, чем провести вечерок в кресле за чтением. Его знания часто спасают сирот. В 11-й книге влюбляется в Фиону Уиддершинс.
Солнышко Бодлер — младшая сестра. Ей всего три года, но у неё есть очень острые зубы. Любимое занятие Солнышка — грызть. Она объясняется загадочными словами, которые понимают только её брат и сестра. Позднее Солнышко увлекается кулинарией и готовит брату с сестрой вкусные кушанья, часто нарезая их зубами: в 9-й книге коричное какао, в 10-й книге апельсиновый лёд, в 11-й — картофель, бутерброды и торт, в 13-й — пирожки с крабами и жареную козлятину.
Беатрис Бодлер — мать сирот. Её история в основном изложена в параграфе о Лемони Сникете (см.), но можно также отметить, что её любимая книга — Анна Каренина. Она носит с собой карманный толковый словарь и не очень умеет готовить, однако знает, как правильно сервировать стол, и умеет свистеть Моцарта с крекером в зубах.
Бертран Бодлер — отец Бодлеров. Большой эрудит, хороший повар и изобретатель. Какое-то время дети Бодлеров надеются, что он не погиб.
Коварный и злобный Граф Олаф — бывший член Г. П. В. На протяжении всего повествования охотится за наследством детей. Он не моет ноги, не чистит ногти, считается только с собственными интересами и страдает манией величия. А главное — он постоянно совершает преступления (обычно поджоги), которые остаются безнаказанными благодаря умению Олафа ввести честных людей в заблуждение. В молодости был влюблён в Кит Сникет — сестру Лемони Сникета. Отличительная черта Олафа — сросшаяся бровь. Как и Бодлеры, он сирота: его родители погибли из-за отравленных дротиков. (В 12-й книге Кит Сникет говорит о вечере на спектакле «Сила судьбы», когда она передала родителям Бодлеров вышеупомянутое орудие убийства.) Также у него имеется огромная свита — его театральная труппа. Они помогают ему совершать все злодеяния. В 13-й книге Олаф погибает после раны от гарпунного ружья. Перед смертью он помог беременной Кит добраться до берега острова, после чего поцеловал её. Его последняя фраза была «не заводите собственных детей» (цитата из стихотворения Филипа Ларкина).
Эсме Скволор — «шестой по важности» городской финансовый советник. Полное имя — Эсме Джиджи Женевьева Скволор. Исключительно беспринципная и эгоистичная женщина, для которой важны в жизни только две вещи — мода и личное обогащение. Была опекуном Бодлеров, когда жила на Мрачном Проспекте. С 6-й части по 12-ю входила в команду Олафа и принимала участие в совершаемых им преступлениях (например, выдавая себя за офицера полиции Люсиану, а также за врача клиники). Называет себя «подружкой» Олафа. Вероятно, погибла во время пожара в отеле «Развязка» вместе с Кармелитой Спатс.
Дункан и Айседора Квегмайры — брат и сестра, называющие себя тройняшками в память о брате, погибшем в пожаре. Сироты. Учились в Пруфрокской школе, где познакомились с Бодлерами и откуда их похитил Граф Олаф. К счастью, примерно через месяц они сбежали с человеком по имени Гектор в построенном им летучем доме. Как и Бодлеры, Квегмайры имеют своё призвание: Дункан — журналист, а Айседора — поэтесса. В детстве Айседора училась поэзии у одного из волонтёров. Квегмайры постоянно носят при себе блокноты, куда записывают всю важную информацию. Они первыми сообщили Бодлерам о Г. П. В. В 13-й книге их поглощает Великое Неизвестное, и неизвестно, спасло их это или нет.
Куигли Квегмайр — по призванию картограф. Считался погибшим до 10-й книги. Влюблён в Вайолет. Встретился с Бодлерами в лагере Снежных Скаутов. В 11-й книге хочет присоединиться к Бодлерам, но получает письмо от Дункана и Айседоры, крадёт вертолёт и летит их спасать. В 13-й книге его, как и Дункана с Айседорой, поглощает Великое Неизвестное.
Жак Сникет — старший из троих Сникетов. Работал на Квиквеге; после Квегмайровского пожара узнал, что Куигли жив, поехал в Город Почитателей Ворон и был перехвачен Графом Олафом, который воспользовался их относительным внешним сходством, переоделся сыщиком и прилюдно объявил, что это и есть Граф Олаф. Затем он поместил Жака в тюрьму и убил, после чего объявил, что убийцы — Бодлеры.
Лемони Сникет — младший из троих Сникетов. В детстве вслед за Беатрис был похищен Г. П. В. и стал волонтёром. Был влюблён в Беатрис, но она обещала ответить ему взаимностью, только если он украдёт ей на день рождения сахарницу с наследством Эсме Скволор. Лемони выполнил сей поступок и молодые начали готовиться к свадьбе. Но в самый важный момент дом Лемони был подожжён, а он считался погибшим из-за газеты «Дейли Пунктилио». Беатрис вышла за Бертрана Бодлера и родила ему троих детей — героев нашей повести. Когда Беатрис погибла, Лемони решил рассказать миру о тяжёлой участи сирот и начал писать книгу на печатной машинке. За это время он пережил много жутких ситуаций, познакомился со многими специалистами в различных областях, однако живым так и не был признан. Пытался перехватить бодлеровских сирот у отеля «Развязка», но это ему тоже не удалось. Увлечения: играет на аккордеоне, делает чучела обезьян, пишет на печатной машинке, скрывается от врагов.
Кит Сникет — сестра Лемони Сникета. Старше Лемони, но младше Жака. Замужем за Дьюи Денуманом. Помогала строить «Квиквег». В конце последней части рожает дочь Беатрис, после чего умирает.
Артур По — добрый, но недалёкий банкир, который на протяжении первых семи книг пытался пристроить Бодлеров к разным опекунам. Снова и снова позволял обманывать себя переодетому графу Олафу, несмотря на попытки детей открыть ему глаза на происходящее. Вечно кашляет в платок. Имеет жену Полли, двух сыновей Эдгара и Альберта и сестру Элеонору. Последняя работает в газете «Дейли Пунктилио» и жуткая зануда. Некогда Бертран Бодлер шутки ради запер её в лифте отеля — вот всё, что о ней известно. Имя мистера По ни разу не называется в основной серии, но упоминается в Биографии Лемони Сникета. Вероятно, погиб во время пожара в отеле «Развязка».

### Второстепенные
Лысый — кровожадный тип из труппы Олафа, имеет длинный нос и шершавые пальцы. Носит балахон. Погибает на Карнавале Калигари, когда его съедают львы вместе с владелицей Карнавала мадам Лулу. Прикидывался рабочим на лесопилке.
Крюкастый (он же Фернальд) — человек с крюками вместо рук из труппы Графа Олафа. Брат Фионы (см.). После раскола Фернальд поджигает Риторический Центр Морских Исследований «Ануистл-Акватикс», в результате чего погибает двюродный дядя Бодлеров Грегор Ануистл. У Фернальда сгорают руки, и ему приделывают крюки. Фернальд вступает в труппу Олафа; через много лет Фиона находит его и доказывает, что в Фернальде ещё много хорошего. Вместе с Фионой он помог Бодлерам бежать с «Квиквега». В конце 13-й книги поглощён Великим Неизвестным.
Не то мужчина, не то женщина — непонятное жирное существо из труппы Олафа, которое постоянно молчит. В последний раз оно появляется во время поджога больницы, когда Бодлеры запирают его в горящем коридоре. Видимо, так оно погибает.
Две женщины с бледными лицами — члены труппы Олафа. Изначально их было три, но после поджога их дома Олафом одна из сестёр погибает. Оставшихся Олаф берёт в свою труппу. Одним из их злодейств можно считать похищение Квегмайров. В Мёртвых Горах они покидают труппу Олафа, и Лемони считает, что они
1) стали оперными певицами;
2) пекут пироги с ревенём;
3) погибли.
Монтгомери Монтгомери (или просто дядя Монти) — родственник Бертрана Бодлера и второй (после Графа Олафа) опекун Бодлеров. герпетолог, член Герпетологического общества и владелец коллекции рептилий. Открыл Невероятно Смертоносную Гадюку и написал книгу «Мамба дю Маль — змея, которая никогда не убьёт меня». Несмотря на это, Граф Олаф вколол Монти яд вышеупомянутой змеи, и Монти погиб. Граф Олаф сделал это для того, чтобы отправиться вместо него в Перу и увезти с собой Бодлеров.
Юстиция Штраус — судья в городском суде, соседка графа Олафа. Следила за историей Бодлеров и, по неведению, держала в курсе её перипетий сообщников Графа Олафа. В молодости промышляла конокрадством и мечтала играть в театре. Осознав свои оплошности в отношении Бодлеров, сумела отыскать их, но не смогла им помочь. Вероятно, погибла во время пожара в отеле «Развязка».
Густав Себальд — ассистент дяди Монти и кинорежиссёр. Снял фильм «Зомби в снегу», в котором зомби атакуют город, а маленькая девочка умудряется их усмирить. Бодлерам и Монти этот фильм понравился. Однажды, когда Густав собирает цветы, Олаф топит его в болоте.
Салли Себальд — сестра Густава, член Г. П. В.
Тётя Жозефина Энуистл — дальняя родственница Бодлеров, живущая в доме, стоящем на краю пропасти. Третья по счёту опекунша сирот. Обожает грамматику, которая является для неё смыслом жизни. Постоянно поправляет сирот и изобрела особый грамматический код для секретных посланий. Боится всего на свете, в частности:
- Пиявок
- Грабителей
- Иметь детей
- Трогать стеклянную дверную ручку (чтобы она не разлетелась на осколки и один из них не попал ей в глаз)
- Озера Лакримозе
- Когда волосы падают на лоб
- Телефона
- Отопительных батарей
- Риэлторов (это её самый главный страх).

Граф Олаф бросает Жозефину на съедение пиявкам озера Лакримозе, и, скорее всего, она становится жертвой этих кровожадных созданий. Годы жизни Жозефины — 1944—2000.
Айк Энуистл — муж Жозефины. Погиб до начала событий, описываемых в истории бодлеровских сирот. Также имел несколько фобий, но не боялся пиявок, которые впоследствии его съели. Как и Беатрис Бодлер, умел свистеть с крекером в зубах (четвёртый квартет Бетховена). Любил солнце.
Грегор Энуистл — брат Айка, двоюродный дядя Беатрис, ихнолог, основатель Центра Морских Исследований «Энуистл-Акватикс». В преклонных годах погибает от пожара, который устраивает Фернальд.
Мать Грегора и Айка — имя неизвестно. Внешность — сросшаяся бровь и одно ухо (второе потеряла после взрыва в дедушкиной лаборатории). Училась у Ишмаэля (см.) в школе и проводила опыты с горьким чаем (возможно, содержащим хрен) над растением в бистро «Корюшка» примерно в 1900-х годах. Растение вскоре погибло, а его владелец уплыл на корбале «Перикл», позже переименованном в «Просперо».
Сэр — эгоистичный владелец лесопилки «Счастливые запахи». Родился в 1969 году. Был четвёртым опекуном сирот. Сэр курит сигару так, чтобы за завесой дыма его лица не было видно. Любимая фраза — «Я не идиот» (хотя довольно часто Сэр своим поведением доказывает обратное). Судя по схеме из книги «13 фактов…», он может быть братом Артура По. Известно, что у Сэра было тяжёлое детство и что при лесопилке живёт толпа его кузенов. Однако условия работы и проживания на лесопилке ужасные, и рабочих буквально морят голодом.
Чарльз — компаньон Сэра, который им всячески помыкает. Сочувственно относится к Бодлерам, но не решается выступить против Сэра в их поддержку. Дружит с Кит Сникет, так как присылает ей чьи-то досье. В 12-й книге вместе с Сэром по приглашению Олафа приезжает в отель «Развязка».
Фил Ларкин — бывший рабочий на лесопилке Сэра. Впоследствии работает коком на Квиквеге и готовит овощи. Невероятный оптимист, может найти положительную сторону буквально во всём. Например, когда его покусала акула, он радовался выпавшей ему редчайшей возможности увидеть вблизи столь опасное существо.
Доктор Джорджина Оруэлл — окулистка-гипнотизёрша, работавшая на Олафа. Жила в Полтривилле и загипнотизировала Клауса, превратив его в послушное орудие злодеев. При попытке убить Чарльза руками Клауса наткнулась на циркулярную пилу и погибла. Любимое выражение доктора Оруэлл — «Мы ловим мух на мёд, а не на уксус».
Ниро — завуч Пруфрокской школы; любит карамель, галстуки с улитками и игру на скрипке. Считает себя гениальным скрипачом. Имеет неприятную манеру передразнивать собеседников. Придумывает нелепые правила для школы и эгоистично относится к ученикам. После уроков каждый должен присутствовать на его концерте или принести ему кулёк карамели. Свою сонату он играет десять раз по полчаса. Его музыка похожа на визг пытаемой кошки. В 12-й книге отдыхает в отеле «Развязка» вместе с мистером Реморой и миссис Басс.
Кармелита Спатс — ученица Пруфрокской школы, самовлюблённая и невоспитанная девица, считающая себя самой красивой и талантливой на свете. Обзывает всех вокруг «кексолизами». Вступает в труппу Олафа, когда он похищает её из компании Снежных Скаутов. Впоследствии Эсме Скволор и Граф Олаф удочеряют её. Называет Графа Олафа «графулей». Воображает себя балериной-чечёточницей-сказочной принцессой-ветеринаром и футбольно-ковбойски-супергероически-солдатской пираткой. Вероятно, погибает в пожаре в отеле «Развязка».
Брюс — дядя Кармелиты, член герпетологического общества и руководитель Снежных Скаутов. Носит килт.
Мистер Ремора — учитель из Пруфрокской школы. Любит бананы. На его уроках ученики должны записывать и пересказывать сочиняемые им коротенькие и неинтересные истории. В 12-й книге отдыхает со всеми руководителями Пруфрокской подготовительной школы в отеле «Развязка» и заказывает у Хэла жареные бананы. Носит колпак в виде банана.
Миссис Басс — учительница из Пруфрокской школы. Даёт задания измерять различные вещи и запоминать их длину. Когда Граф Олаф присылает ей приглашение в отель «Развязка», то просит захватить с собой побольше денег. Миссис Басс ворует деньги из банка мистера По, её арестовывают и школу закрывают.
Миссис Тенч — учительница физкультуры из Пруфрокской школы. Олаф, по всей видимости, выбрасывает её из окна (хотя точно не известно) и занимает её место.
Джером Скволор — трусоватый бывший муж Эсме Скволор (см.), который симпатизировал Бодлерам, но не осмелился в решающий момент встать на их защиту. Впоследствии стал борцом с несправедливостью и написал книгу «О. Л. А. Ф. — Отвратительные и Лицемерные Авантюристы-Финансисты». Вероятно, погиб во время пожара в отеле «Развязка».
Бен — друг Вайолет; подарил ей на день рождения схему работы лифта.
Гектор — мастер в Городе Почитателей Ворон. Тайно нарушает строгие правила города, но очень робеет перед старейшинами. Спасается вместе с Квегмайрами на летающем доме, который он конструировал долгие годы. В 13-й книге дом падает на «Квиквег» и его поглощает Великое Неизвестное.
Миссис Морроу — жительница Города Почитателей Ворон. Является одной из Старейшин и постоянно ходит в розовом халате.
Мистер Леско — житель Города Почитателей Ворон.
Семья Верхогенов — жители Города Почитателей Ворон. Отличаются злобой.
Сирил М. Корнблат — изобретатель из Г. П. В., инструктор-механик. Был тихим и замкнутым человеком, но талантливым преподавателем. Обожал фисташки. Умер до начала событий, описываемых в книге.
Джеральдина Жульен — лучшая журналистка «Дейли Пунктилио». Пишет сенсационные статьи, в которых нет ни слова правды. Любимая фраза — «Так и вижу заголовок!».
Хэл — очень старый человек, работавший в Хранилище Документов при клинике. Носит пенсне и без него ничего не видит. Когда клиника сгорает, Кит предлагает ему стать волонтёром. Хэл исполняет обязанность повара в отеле «Развязка» и готовит для Дьюи Денумана невкусную индийскую еду. Несмотря на то, что Хэл разочаровался в Бодлерах, он считает их невиновными. Вероятно, погиб во время пожара в отеле «Развязка».
Оливия Калибан (более известна как мадам Лулу) — бывшая сотрудница Г. П. В. После раскола уезжает в Пустоши и, изображая гадалку, пересказывает людям выдержки из газет под видом информации, полученной благодаря магии и экстрансенсорике. Когда Бодлеры в обличии карнавальных уродов знакомятся с ней, они убеждают её не открывать Олафу, кто они такие на самом деле, и бежать вместе с ними. Однако это им не удаётся: во время представления Карнавала Калигари Эсме Скволор уговаривает лысого из труппы Олафа столкнуть Оливию в яму со львами. Так Оливия погибает.
Хьюго — горбун с Карнавала Калигари. Любит готовить. Вступил в труппу Графа Олафа, потому что считает, что горбатые не могут быть волонтёрами. В 12-й книге маскировался под работника солярия. Любимое слово — «дилемма». Возможно, влюблён в Эсме, так как назван в честь актёра, игравшего горбуна Квазимодо, а полный вариант имени Эсме — Эсмеральда.
Кевин — участник Карнавала Калигари, человек с равнодействующими руками и морщинистым лицом. Вступил в труппу Графа Олафа, потому что мечтал быть актёром и изображал прачку.
Колетт — женщина-змея с Карнавала Калигари. Её коронное движение — изогнуть шею за спину и просунуть голову между ногами. Также может подобрать газету языком. Изображала химика, когда работала в труппе Графа Олафа.
«Мужчина с бородой, но без волос» и «женщина с волосами, но без бороды» — их настоящие имена боятся произносить. Это двое негодяев, ещё более страшных, чем Олаф. Прикидываются судьями и дружат с Юстицией Штраус, от которой узнают всё, что происходит с Бодлерами.
Шарль Сникет — дед Жака, Кит и Лемони. Изобрёл особый код для шкатулок, который знают Лемони и Кит.
Джейкоб Сникет — сын Шарля, отец Лемони. О нём известно только то, что он любил напевать грустную мелодию, когда мыл посуду, и что он погиб во время пожара.
Капитан Уиддершинс — капитан подводной лодки «Квиквег». Был женат, но его жена погибла. Он утверждает, что её убила морская корова, но ошибается. Философия капитана: «Тот, кто колеблется, пропал!». Постоянно в спешке отдаёт по несколько приказов сразу, причём часть из них бессмысленны и противоречивы. Рассказал Бодлерам о Великом Неизвестном (загадочном объекте или существе в виде гигантского знака вопроса). Это же Неизвестное его и поглощает.
Фиона — дочь жены Уиддершинса от прошлого брака. Увлечение — микология. Философия та же, что и у отчима. Носит треугольные очки и влюблена в Клауса. В 11-й книге описан её поцелуй с Клаусом. После исчезновения капитана Уиддершинса становится капитаном «Квиквега», а потом прикидывается членом труппы Графа Олафа и угоняет у него волонтёрскую субмарину. Эсме называет её «Треугольные Гляделки». В 13-й книге вместе с Фернальдом поглощена Великим Неизвестным.
Дьюи Денуман — волонтёр, муж Кит Сникет и создатель суперкаталога преступлений против Г. П. В. О нём известно только очень малому количеству людей. Имеет равнодействующие руки. Граф Олаф при невольном содействии Бодлеров убивает Дьюи гарпуном.
Франк и Эрнест — братья-близнецы Дьюи. Франк — волонтёр, а Эрнест — сообщник Олафа из-за того, что при пожаре в доме Денуманов их похитила сообщница Олафа — женщина «с волосами, но без бороды».
Неизвестная женщина-злодейка — самый загадочный персонаж. Она работала на Квиквеге, пока её не разоблачили; в её холодильнике много фруктов и овощей, и она ходила по Гроту Горгоны перед тем, как туда приходили Бодлеры. Возможно, это подруга Лемони мадам Ди Люстра, которая злилась, если гость приходил хоть на минуту позже назначенного срока и которая на самом деле не являлась мадам Ди Люстрой, так как позже Лемони осознаёт, что она не та, за кого себя выдаёт.
Ишмаэль — рекомендатель Острова. Когда-то он прогнал оттуда Беатрис и Бертрана Бодлеров. Был учителем химии у матери Грегора и Айка. Граф Олаф поджёг его дом, а самого Ишмаэля заточил в клетку. Ранее Ишмаэль работал в Г. П. В.; притворяется инвалидом, чтобы мазать ноги глиной (он уверяет, что эта глина целебная) и скрывать под ней татуировку Г. П. В. Требует называть себя Иш. Дрессирует диких коз, прикидывается магом-метеорологом (на самом деле он смотрит на облака из подзорной трубы), изобрёл наркотический напиток из перебродившего кокосового молока, чтобы островитяне его слушались. Считает, что люди, которые его не слушаются, «раскачивают лодку».
Миранда Калибан — жена Четверга, брата Оливии Калибан. Умеет готовить севиче. Шесть лет жила на острове. Имеет трёх племянников.
Пятница — дочь Миранды. На момент последней книги ей 7 лет. Считает, что её отца проглотил ламантин. Подарила Солнышку мутовку. Любит носить тёмные очки.
Брустер — один из островитян. Считает, что мужчина в женском платье выглядит красиво.
Уэйден — островитянка с рыжими волосами.
Алонсо — островитянин. Был замешан в политическом скандале с неким стариком Гонзало.
Ариэль — островитянка, которая, несмотря на то, что в последней книге ей всего 16 лет, уже сидела в тюрьме, притворяясь юношей.
Едгин — пожилая островитянка. Умеет готовить луковый суп и петь по-тирольски.
Омерос — островитянин, который научил Пятницу бросать камешки в воду. Дал Ишмаэлю гарпунное ружьё, из которого тот убил Графа Олафа.
Калипсо — островитянка. После шторма нашла на отмели дверь.
Герцогиня Р. Виннипег — одна из последних в великой династии, хотя имеет ребёнка (похищенного Графом Олафом с компанией Снежных Скаутов); школьная подруга Беатрис. Могла бы спасти ей жизнь, так как незадолго до пожара в особняке Бодлеров она послала Беатрис и Лемони приглашения на бал, но как только Лемони нашёл Беатрис и хотел предупредить её, его поймали и отправили в тюрьму.
Бела, профессор Рид, доктор Лоренц, Уильям Конгрив и Джина-Сью — новые друзья Лемони, помогавшие ему расследовать Бодлеровскую историю. Бела скрывала Лемони на своей яхте, Рид нарисовал удостоенный премии триптих «Что случилось с Беатрис», Лоренц рассказал Лемони о принципах конвергенции и рефракции (хотя тот ничего не понял), а Уильям написал грустную музыку, соответствующую Бодлеровской жизни. Также упоминаются специалистка по скелетам и целая компания мастеров по ремонту пишущих машинок.

### Животные
Смолка — единственная змея вида Невероятно Смертоносная Гадюка. Абсолютно дружелюбна и неядовита; Монти назвал её так, чтобы подшутить над коллегами из Герпетологического общества. Очень привязана к Солнышку Бодлер и спасает детей от смерти, вовремя принеся им противоядие от медузообразного мицелия. Возможно, спасла также и колонию с Острова, поплыв вслед за их кораблём.
Львы Г. П. В. — дрессированные львы-волонтёры, упоминаемые в книгах Лемони Сникета. Ранее они обитали в Мёртвых Горах, так как Айк Ануистл научил их распознавать запах дыма. Клаус Бодлер предполагает, что львы вполне могли быть сиротами. Львов похищает Граф Олаф и привозит их на Карнавал Калигари с целью провести шоу. Он не кормит львов, чтобы они оголодали и ели людей. В результате они съедают упавших в их яму Оливию Калибан и лысого из банды Графа Олафа. Вероятнее всего, львы погибли, когда Олаф сжёг Карнавал.
Орлы Г. П. В. — дрессированные орлы, живущие в Мёртвых горах. После раскола были порабощены приспешниками Олафа и участвовали в похищении Снежных Скаутов.

## Дело Сникета
Дело Сникета — важная улика против Графа Олафа, документ из 13 страниц. Впервые упоминается в книге «Кошмарная клиника», когда Бодлеры находят его в Хранилище Документов.
13-я страница не была забрана из Хранилища Документов во время прибытия туда Бодлеров, поэтому они вскрыли сейф и достали 13-ю страницу, впоследствии нося её с собой. На ней изображены Жак, Лемони и родители Бодлеров, а также присутствует текст:

Основываясь на фактах, обсуждаемых на странице девять, эксперты подозревают, что в пожаре скорее всего уцелел один человек, однако местонахождение оставшегося в живых неизвестно.

Уже в десятой части судьи Верховного Суда добывают 12 страниц Дела Сникета, и они вместе с Олафом и Эсме читают его. Тогда упоминается, что судьи знают о местонахождении 13-й страницы. Говорится также, что остальные страницы очень потрёпаны, будучи много раз перевозимыми в повозках.

## Аллюзии
Во всех книгах серии имеется немало литературных и прочих аллюзий. Многие из них едва ли знакомы детям.
Начало истории напоминает Исчезновение детей Бомонт в Австралии 60-х годов XX века.
имена персонажей:
- Бодлер (фамилия невезучих сирот) — фамилия французского поэта Шарля Пьера Бодлера, чьё творчество отличается особой мрачностью и пессимизмом.
- Клаус и Солнышко — Клаус фон Бюлов  — британский аристократ, обвинённый и признанный виновным в попытке убийства своей жены Санни (англ. Sunny, рус. «Солнышко»), но впоследствии оправданный.
- Беатрис — см. Беатриче (героиня произведения Данте).
- Граф Олаф — см. Олаф, немецкий святой (похож на Графа Олафа тем, что у его замка тоже была башня).
- Эсме Скволор — см. книгу Джерома Сэлинджера «Дорогой Эсме с любовью — и мерзопакостью».
- Артур По — см. Эдгар По, американский писатель первой половины XIX века, автор рассказов, многие из которых посвящены теме ужаса и смерти.
- Юстиция Штраус — см. Иоганн Штраус, австрийский композитор конца XIX века, «король вальса».
- Джорджина Оруэлл — см. Джордж Оруэлл, английский писатель и публицист начала XX века.
- Мистер Ремора — см. «ремора» (мифологическая рыба).
- Неро — см. Нерон, тиран-скрипач.
- детектив Дюпен — см. Огюст Дюпен, литературный персонаж, герой рассказов Эдгара По.
- Сирил Корнблат — см. Сирил Корнблат, американский писатель-фантаст.
- Ларсен — см. Волк Ларсен в романе Джека Лондона «Морской волк».
- Робинзон Крузо и Пятница — см. произведение Даниэля Дефо «Робинзон Крузо»
- Айседора и Дункан — см. Айседора Дункан, балерина, возлюбленная Сергея Есенина.
- Калибан, Просперо, Миранда — см. имена персонажей пьесы Шекспира «Буря».

прочее:
- Дамоклова пристань (в книге «Огромное окно») — см. миф о дамокловом мече.
- Лот 49 (в книге «Липовый лифт») — см. книгу Томаса Пинчона «Выкрикивается лот 49».
- Карнавал Калигари — см. фильм о сумасшедшем учёном «Кабинет доктора Калигари».
- Квиквег — см. роман Германа Мелвилла «Моби Дик».

## Особенности стиля
Все книги серии отличаются мрачным юмором и пессимистическим взглядом на мир. Тем не менее, в ироничной и ненавязчивой манере они повествуют о вечных ценностях человечества — любви, дружбе, верности, преданности и мужестве. Сквозь кажущийся абсурдным сюжет со множеством невероятных коллизий проходит главная идея: каждому в жизни рано или поздно приходится выбирать между добром и злом, и те, кто выбрал добро, должны стоять за него до последнего.
Важную роль в судьбе положительных героев играют их знания и общая культура. Все они — книгочеи и эрудиты; библиотека — место, где они ищут ответы на самые сложные вопросы. В тексте книги присутствует множество явных и скрытых цитат из произведений авторов разных времён и народов.
Ещё одной отличительной чертой книг Лемони Сникета является пристальное внимание автора к слову. Помимо многочисленных словесных игр, каламбуров, анаграмм, необычных аббревиатур, в книге присутствуют многочисленные дефиниции сложных и малоупотребительных слов, вплетаемые в ткань повествования. Оригинален и язык Солнышка Бодлер: её «младенческий» лепет на самом деле состоит, зачастую, из слов на разных языках или имён культурных деятелей и литературных персонажей, чьё упоминание тем или иным образом уместно в описываемой ситуации.

## Экранизации
- Лемони Сникет: 33 несчастья (фильм)
- Лемони Сникет: 33 несчастья (телесериал)

## Компьютерные игры
- Лемони Сникет: 33 несчастья (компьютерная игра)